# Субименди, Мартин
Мартин Субименди Ибаньес (исп. Martín Zubimendi Ibáñez; род. 2 февраля 1999, Сан-Себастьян, Страна Басков) — испанский футболист, опорный полузащитник лондонского клуба «Арсенал» и сборной Испании. Серебряный призёр Олимпийских игр 2020 года в Токио. Победитель чемпионата Европы 2024 года.

## Клубная карьера
Субименди — воспитанник клуба «Реал Сосьедад». В 2017 году для получения игровой практики Мартин начал выступать за дублирующий состав. 28 апреля 2019 года в матче против «Хетафе» он дебютировал в Ла Лиге. 24 февраля 2022 года в поединке Лиги Европы против немецкого «РБ Лейпциг» Мартин забил свой первый гол за «Реал Сосьедад». 
6 июля 2025 года Субименди перешёл в лондонский «Арсенал». Сумма трансфера составила 65 млн. евро.

## Международная карьера
В 2021 году в составе молодёжной сборной Испании Субименди принял участие в молодёжном чемпионате Европы 2021 в Венгрии и Словении. На турнире он сыграл в матче против команды Словении, Италии, Португалии и Хорватии.
8 июня 2021 года в товарищеском матче против сборной Литвы Субименди дебютировал за сборную Испании.
В 2021 году в составе олимпийской сборной Испании Субименди принял участие в летних Олимпийских играх 2020 в Токио. На турнире он сыграл в матчах против команд Австралии, Аргентины, Кот-д’Ивуара, Египта и Бразилии.
В 2024 году Симон стал победителем чемпионата Европы 2024 года. На турнире он сыграл в матчах против сборных Хорватии, Албании, Франции и Англии.

## Клубная статистика
| Выступление      | Выступление      | Выступление      | Чемпионат | Чемпионат | Кубок | Кубок | Еврокубки | Еврокубки | Прочие | Прочие | Итого | Итого |
| Клуб             | Лига             | Сезон            | Игры      | Голы      | Игры  | Голы  | Игры      | Голы      | Игры   | Голы   | Игры  | Голы  |
| ---------------- | ---------------- | ---------------- | --------- | --------- | ----- | ----- | --------- | --------- | ------ | ------ | ----- | ----- |
| Реал Сосьедад    | Примера          | 2018/19          | 1         | 0         | 0     | 0     | 0         | 0         | 0      | 0      | 1     | 0     |
| Реал Сосьедад    | Примера          | 2019/20          | 9         | 0         | 1     | 0     | 0         | 0         | 0      | 0      | 10    | 0     |
| Реал Сосьедад    | Примера          | 2020/21          | 31        | 0         | 2     | 0     | 7         | 0         | 1      | 0      | 41    | 0     |
| Реал Сосьедад    | Примера          | 2021/22          | 36        | 2         | 4     | 0     | 7         | 1         | 0      | 0      | 47    | 3     |
| Реал Сосьедад    | Примера          | 2022/23          | 36        | 1         | 4     | 0     | 4         | 0         | 0      | 0      | 44    | 1     |
| Реал Сосьедад    | Примера          | 2023/24          | 31        | 4         | 6     | 0     | 8         | 0         | 0      | 0      | 45    | 4     |
| Реал Сосьедад    | Примера          | 2024/25          | 33        | 2         | 4     | 0     | 8         | 0         | 0      | 0      | 45    | 2     |
| Реал Сосьедад    | Итого            | Итого            | 177       | 9         | 21    | 0     | 34        | 1         | 1      | 0      | 233   | 10    |
| Всего за карьеру | Всего за карьеру | Всего за карьеру | 177       | 9         | 21    | 0     | 34        | 1         | 1      | 0      | 233   | 10    |

## Достижения
Командные
«Реал Сосьедад»
- Обладатель Кубка Испании: 2019/20

Международные
Испания (олимп.)
- Серебряный призёр Олимпийских игр: 2020

Сборная Испании
- Чемпион Европы: 2024
- Победитель Лиги наций УЕФА: 2022/23